# Apamea belangeri
Apamea belangeri är en fjärilsart som beskrevs av Morrison 1874. Apamea belangeri ingår i släktet Apamea och familjen nattflyn. Inga underarter finns listade i Catalogue of Life.